# روسکو (استان لهستان بزرگ‌تر)
روسکو (به لهستانی:  Rusko) یک روستا در لهستان است که در گمینا یاراچوو واقع شده‌است.